# Филоненко, Полина Юрьевна
Поли́на Ю́рьевна Филоне́нко (род. 10 августа 1986, Ленинград) — российская актриса.

## Биография
Родилась 10 августа 1986 года в Ленинграде, в Калининском районе, училась в 162-й школе. Родители Полины были рабочими на местном заводе.
В девять лет родители отдали Полину на театральное отделение Охтинского центра гуманитарно-эстетического воспитания. Здесь на протяжении семи лет она параллельно с учёбой в школе получала первые актёрские навыки. Окончив в 2003 году школу, Полина поступила в театральный институт «Школа русской драмы им. И. О. Горбачёва».
На пятом курсе университета Полина отнесла свои фотографии на «Ленфильм», и через две недели её пригласили на пробы сразу к двум фильмам: «Преступление и наказание» и «Яр». Она успешно прошла пробы на оба проекта. В сериале «Преступление и наказание» по одноимённому роману Ф. М. Достоевского Полина сыграла роль Сони Мармеладовой, в «Яру» по повести С. А. Есенина — Липы.
После этого Полине посыпались предложения сняться в телесериалах, но она отказывалась, предпочитая роли в авторском кино.
В 2008 году снялась в фильме «Все умрут, а я останусь» в роли Кати Капитоновой. За роль в этом фильме Полина Филоненко удостоилась премии за лучшую женскую роль Европейского кинофестиваля в Брюсселе.
В 2009 году сыграла в ленте Елены Немых «Я вернусь». Главную роль в фильме исполнила Елизавета Боярская, а Полина сыграла её подругу Тоню, заключённую фашистского концлагеря. В том же году вышла картина Игоря Волошина «Олимпиус инферно», посвящённая российскому взгляду на войну в Грузии, где актриса сыграла роль российской журналистки Жени.
В 2010 году сыграла в фильме «Любовь без правил».
В 2015 году сыграла небольшую роль в фильме «Хардкор».

## Фильмография

### Актёрские работы
| Год  |     | Название                     | Роль                                                |
| ---- | --- | ---------------------------- | --------------------------------------------------- |
| 2007 | ф   | Яр                           | Липа                                                |
| 2007 | ф   | Платье от кутюр              | Имя персонажа не указано                            |
| 2007 | с   | Преступление и наказание     | Соня Мармеладова, дочь Мармеладова от первого брака |
| 2008 | тф  | Счастье моё                  | Женька                                              |
| 2008 | ф   | Все умрут, а я останусь      | Катя Капитонова                                     |
| 2008 | ф   | Бумажный солдат              | жена Миши                                           |
| 2008 | с   | Слепой: Оружие возмездия     | Марина Смолина                                      |
| 2009 | с   | Я вернусь                    | Тоня, заключённая концлагеря, подруга Муси          |
| 2008 | ф   | Европа-Азия                  | «Красная шапочка»                                   |
| 2009 | ф   | С чёрного хода               | подруга Анны Николаевны                             |
| 2009 | ф   | Олимпиус инферно             | Женя, российская журналистка                        |
| 2009 | тф  | Я покажу тебе Москву         | Яна                                                 |
| 2009 | с   | Васильевский остров          | Маша                                                |
| 2009 | тф  | Женщина-зима                 | Ирма                                                |
| 2009 | с   | Брачный контракт             | Ася                                                 |
| 2009 | с   | Дорожный патруль 3           | Катя                                                |
| 2010 | с   | ППС                          | Анжела                                              |
| 2010 | ф   | Пропавший без вести          | Имя персонажа не указано                            |
| 2010 | ф   | Громозека                    | Лиза, дочь Мозерова                                 |
| 2010 | ф   | Без мужчин                   | Ирина, дочь Александры Николаевны                   |
| 2010 | ф   | Терапия любовью              | Юля, дочь Нины                                      |
| 2010 | ф   | Обратный путь                | Наташа                                              |
| 2010 | ф   | Любовь без правил            | Вера                                                |
| 2010 | ф   | Каденции                     | Катя                                                |
| 2010 | тф  | У реки два берега            | Саша Комарова                                       |
| 2011 | с   | Дорогой мой человек          | Ираида Жовтяк                                       |
| 2011 | ф   | Бездельники                  | Катя                                                |
| 2011 | с   | Откровения                   | Вероника                                            |
| 2011 | кор | Одноклассники                | Полина                                              |
| 2011 | тф  | У реки два берега 2          | Саша Комарова                                       |
| 2012 | с   | Самара                       | Лена Барабаш, фельдшер                              |
| 2012 | с   | Нечаянная радость            | Маша Лиховцева                                      |
| 2012 | с   | Хмуров                       | Закутовская                                         |
| 2013 | с   | Осенняя мелодия любви        | Наташа                                              |
| 2013 | ф   | Привычка расставаться        | Лиза, подруга Евы                                   |
| 2013 | с   | Папа в законе                | Виола                                               |
| 2013 | с   | И шарик вернётся             | Шура                                                |
| 2014 | с   | Охотники за головами         | Яна, эксперт-криминалист                            |
| 2014 | с   | Самара 2                     | Лена Барабаш, фельдшер                              |
| 2014 | с   | Дорога домой                 | Маша Васильева                                      |
| 2014 | ф   | Другой берег                 | Лиля                                                |
| 2014 | с   | Пузаны                       | девушка                                             |
| 2015 | кор | Аномальное поведение         | девушка                                             |
| 2015 | ф   | Хардкор                      | девушка, которую Генри спасает от полицейских       |
| 2015 | с   | Всё могут короли             | Диана Каннингем                                     |
| 2016 | ф   | Одноклассницы                | Настя                                               |
| 2016 | с   | Ключи                        | Антонина Хавирова                                   |
| 2017 | ф   | Одноклассницы. Новый поворот | Настя                                               |
| 2018 | тф  | Невозможная женщина          | Лиза, племянница Татьяны                            |
| 2018 | тф  | Огненный ангел               | Ева Андреева                                        |
| 2020 | ф   | Блокадный дневник            | злая дружинница                                     |
| 2020 | ф   | Марафон желаний              | Ирина, сержант полиции в аэропорту                  |
| 2020 | ф   | Зоя                          | Мария Седова                                        |
| 2021 | с   | Подражатель                  | Дарья Бравадина, капитан полиции                    |
| 2021 | с   | Седьмая симфония             | воспитательница в детприёмнике                      |
| 2022 | с   | Ловец снов                   | Анастасия Томилина                                  |

### Озвучивание
| Год  |   | Русское название         | Оригинальное название    | Роль                       |
| ---- | - | ------------------------ | ------------------------ | -------------------------- |
| 2010 | ф | Генсбур. Любовь хулигана | Gainsbourg, vie héroïque | Джейн Биркин / Jane Birkin |
| 2013 | ф | Она                      | Her                      | Джоселин / Jocelyn         |